# Confidenziale/S'è fatto tardi
Confidenziale/S'è fatto tardi è il 31º singolo discografico di Mina, pubblicato nel 1960 dall'etichetta Italdisc.

## Storia
Ne esiste una versione promozionale per jukebox con identico numero di catalogo. https://minamazzinimedia-4b71.kxcdn.com/m/disco/800x800/MH_73_010.jpg è stata stampata anche con i titoli dei brani invertiti. Le due tracce aprono la raccolta Ritratto: I singoli Vol. 2, volume che completa l'antologia pubblicata del 2010 con il riepilogo in ordine cronologico di tutti i singoli editi dalle origini fino al 1964. I 60 brani dei 45 giri ufficiali precedenti si trovano nei 3 CD del Ritratto: I singoli Vol. 1.
Nelle due canzoni Mina è accompagnata dal maestro Tony De Vita con la sua orchestra.
Il brano Confidenziale Fa parte dell'EP Il cielo in una stanza/Confidenziale/Piano/Non voglio cioccolata pubblicato alla fine del 1960, è stato poi inserito nell'album ufficiale Due note del 1961. La canzone è stata utilizzata nella colonna sonora del film del 1961 di Armando William Tamburella Mina... fuori la guardia. Un frammento (durata 0:56) è stata cantato da Mina, per un collage di pezzi accorciati, durante l'ultima (dodicesima) puntata della prima stagione del programma televisivo Studio Uno, andata in onda il 13 gennaio 1962. Il video dell'intera esibizione è contenuto nel DVD Gli anni Rai 1959-1962 Vol. 10, ultimo volume di un cofanetto monografico pubblicato da Rai Trade e GSU nel 2008.
Il brano S'è fatto tardi è reperibile nella raccolta Mina rarità del 1989.

## Tracce
Lato A
1. Confidenziale – 2:42 (testo: Vito Pallavicini – musica: Pino Massara; edizioni musicali Ariston)

Lato B
1. S'è fatto tardi – 2:28 (testo: Gianni Meccia – musica: Italo Greco,[6] Gianni Meccia; edizioni musicali S. Cecilia)